# Stadtarchiv München

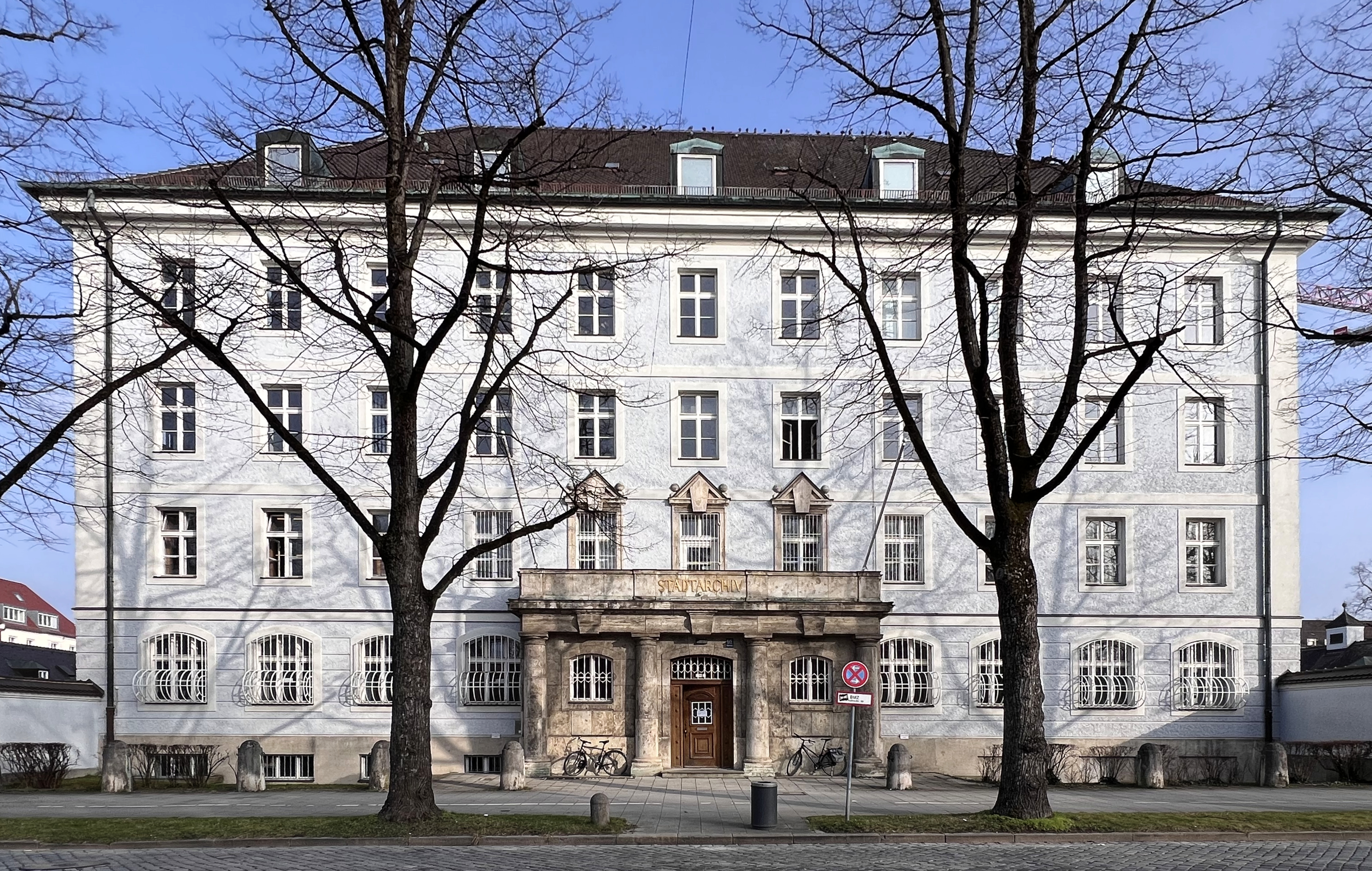
Münchner Stadtarchiv, 2024

Das Stadtarchiv München (StdA München) ist das Archiv für das anfallende Material aus allen städtischen Ämtern, Betrieben und Gesellschaften der Stadtverwaltung München; darüber hinaus werden auch Privatbestände archiviert. Mit seinen insgesamt 20 Regalkilometern an Akten und Dokumenten, die von 40 Mitarbeitern betreut werden, gilt es als eines der größten kommunalen Archive in Deutschland. Sitz des Münchner Stadtarchivs ist das ehemalige Städtische Wehramt in der Winzererstraße 68 im Bezirk Schwabing-West.

## Geschichte
Die archivarische Verwahrung von Urkunden und Dokumenten hat in München eine lange Tradition. Der Münchner Magistrat begann bereits im frühen Mittelalter mit der Archivierung von Unterlagen. In der Regel war für diese Aufgabe der Stadtkämmerer zuständig. Erst 1777 schuf die Stadt die hauptamtliche Stelle eines „Archivars der Stadt München“. Anfangs wurde das Amt von einem Mitglied des Inneren Rates besetzt. Der erste ausgebildete Archivar, den die Stadt 1841 berief, war der Historiker Karl August Muffat. Seine Aufgabe war es, über die an jedem Tag wichtigen Ereignisse in der Stadt Buch zu führen. Als eigenständiges Amt installierte der Rat der Stadt das Stadtarchiv ein halbes Jahrhundert später, im Jahr 1893. Anfangs war es direkt neben dem Alten Rathaus  am Marienplatz untergebracht, wo der Münchner Stadtbaurat Hans Grässel in den Jahren zuvor im Anschluss an den Rathausturm ein repräsentatives Gebäude errichten hat lassen. Nach dem Ersten Weltkrieg stellte sich heraus, dass die Kapazität des Archivgebäudes am Marienplatz zu gering war. Deshalb wurde zunächst ein großer Teil der Archivbestände nach Schwabing überführt, in das ebenfalls von Hans Grässel erbaute ehemalige städtische Wehramt an der Winzererstraße 68. Die restlichen Bestände wurden vor der Bombardierung Münchens im Zweiten Weltkrieg ausgelagert, und nach dem Krieg dem Stadtarchiv in der Winzererstraße einverleibt.

## Gebäude und Lage

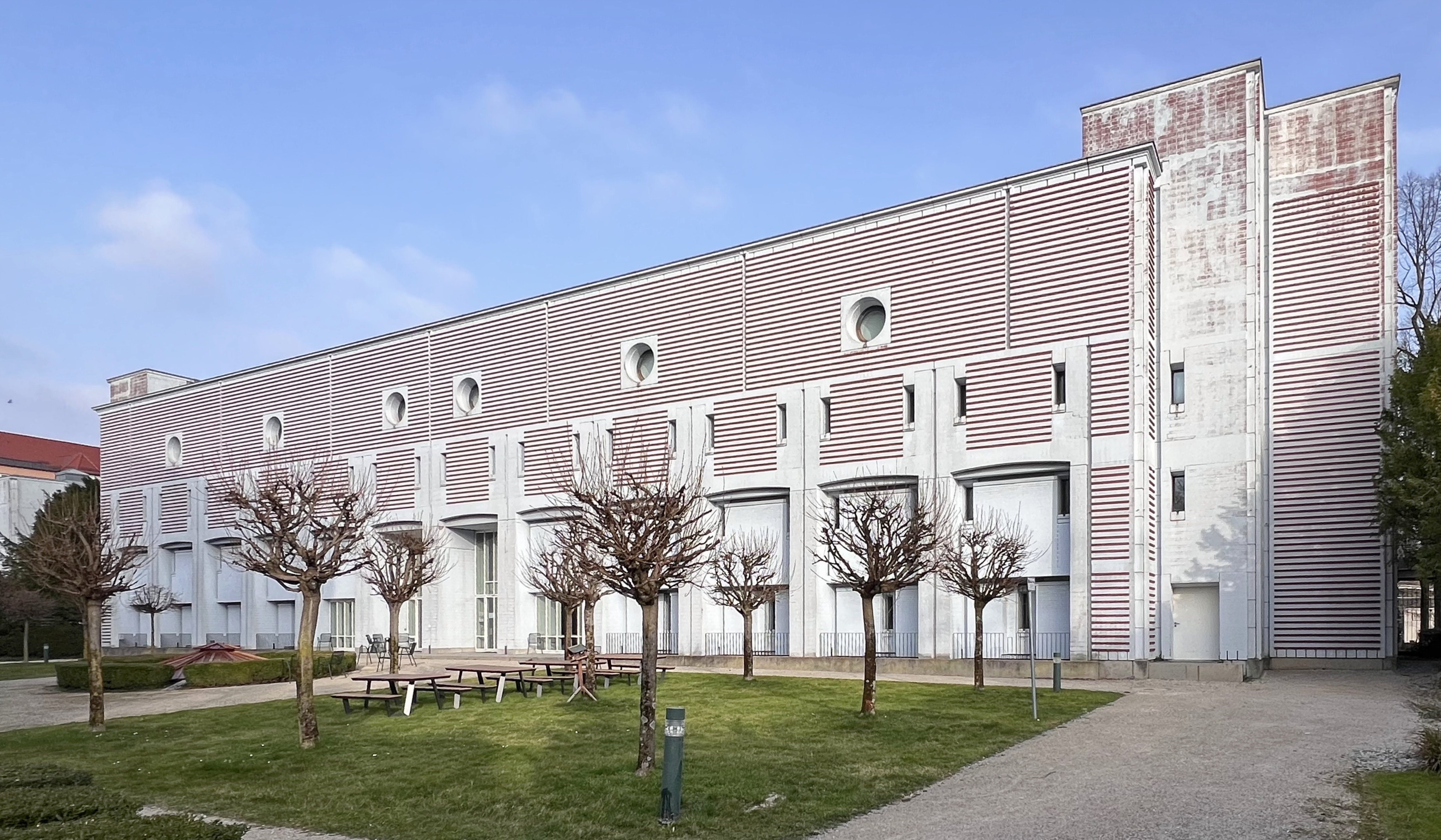
Stadtarchiv Osttrakt, gebaut 1989

Das Stadtarchiv befindet sich heute im ehemaligen städtischen Wehramt, das in den Jahren 1912–1914   errichtet wurde und heute unter Denkmalschutz steht. 1989 wurde das Stadtarchiv um einen modernen Magazinbau an der Schleißheimer Straße 105 erweitert, erbaut nach Plänen von Hans-Busso von Busse. Heute belegt das Stadtarchiv den gesamten Block zwischen Winzerer-, Elisabeth-, Schleißheimer und Hohenzollernstraße.
Das goldene Medaillon über dem Eingang an der Schleißheimer Straße und die silberne Säule davor sind Teil des Ensembles Oculus historiae, oculus memoriae, oculus oblivionis von Anne und Patrick Poirier.

## Bestände

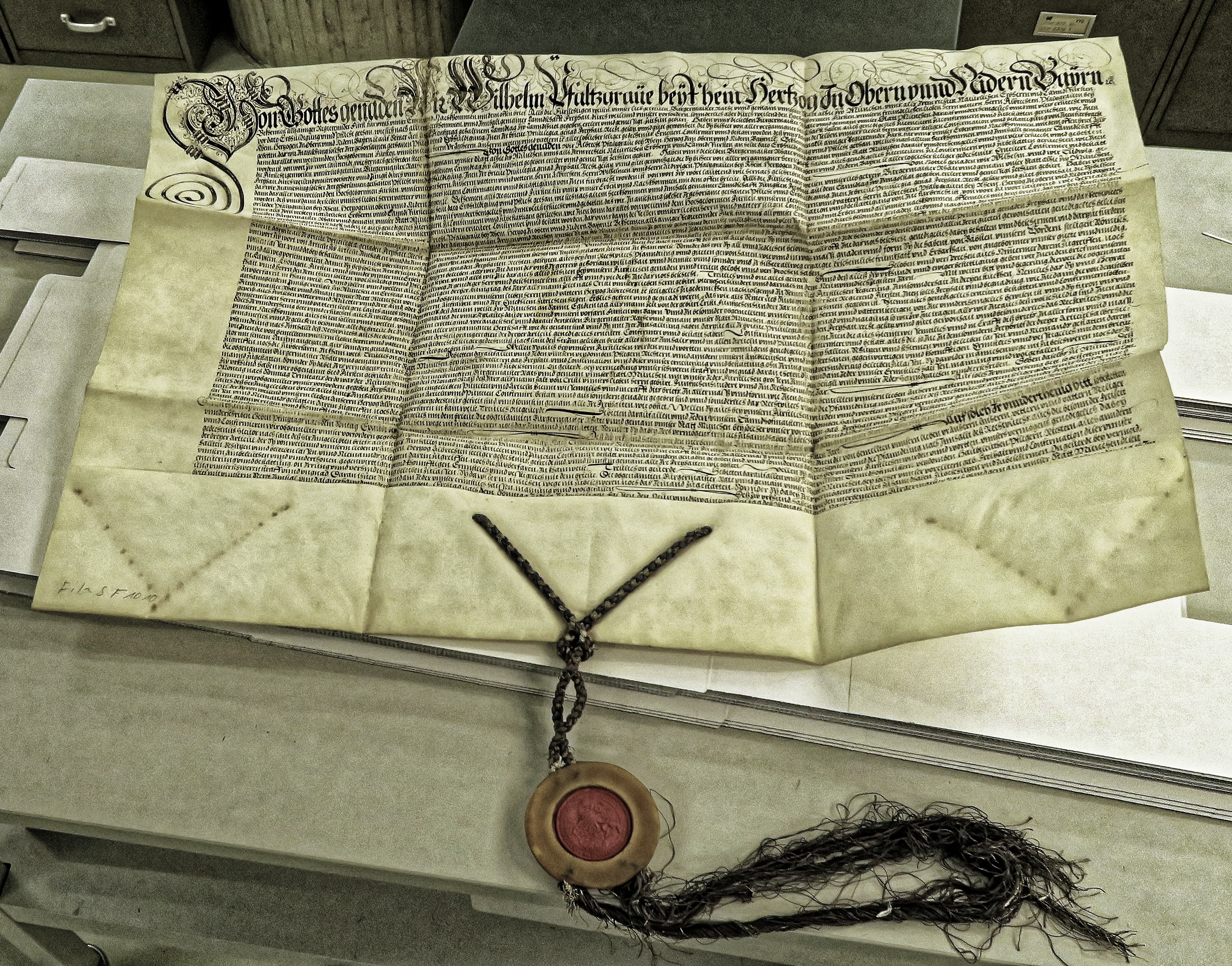
Privilegien-Urkunde von 1583

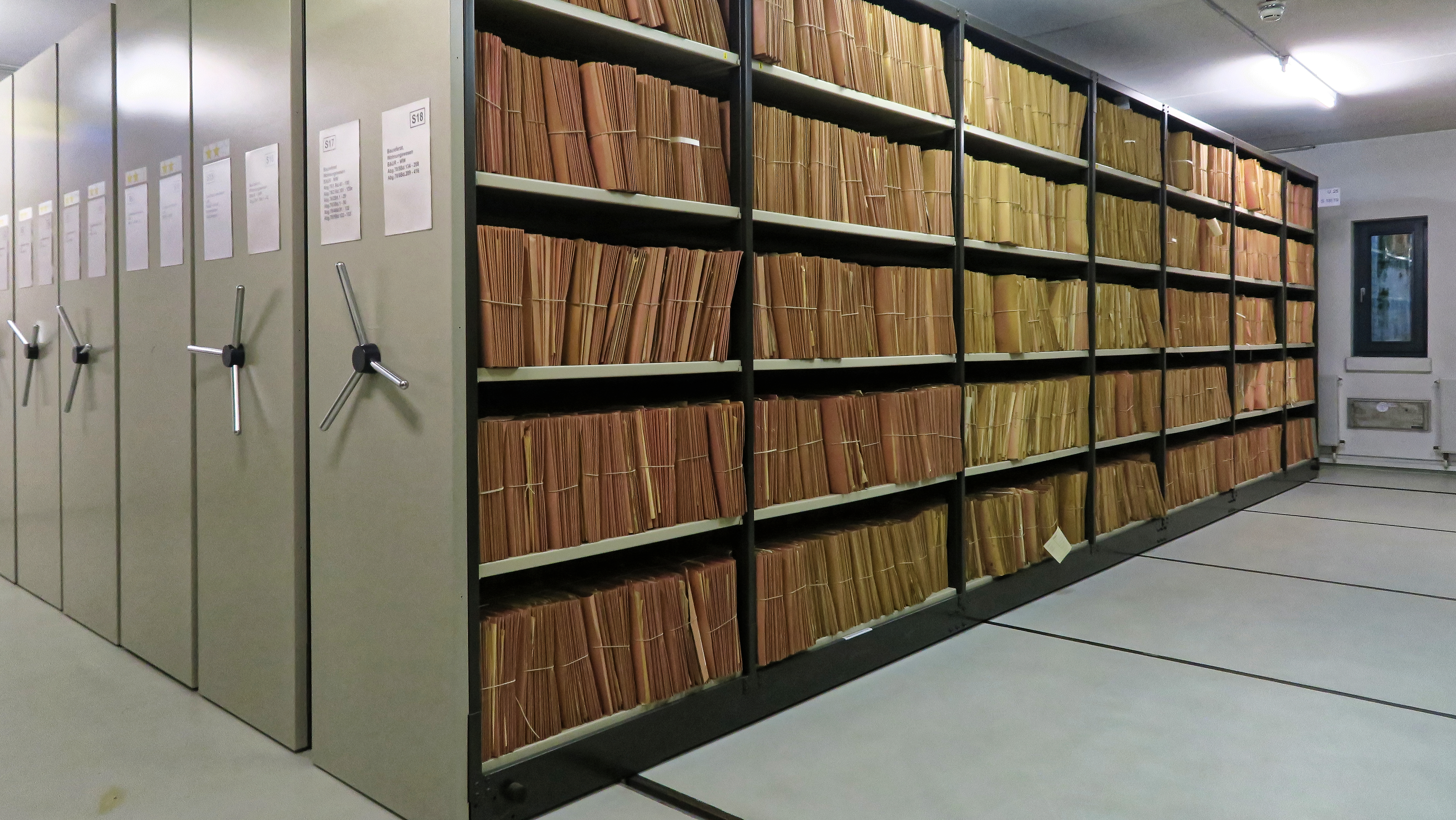
25 km Regale für Dokumente

Viele die Stadt München betreffende Dokumente finden sich im Staatsarchiv München; das liegt an den in früheren Zeiten unterschiedlich verteilten Kompetenzen von Stadt und Staat, etwa im Bereich Polizei.
Die meisten Dokumente im Stadtarchiv entstammen naturgemäß dem 19. und 20. Jahrhundert, der Zeit nach Einsetzen des stärksten Wachstums Münchens.
Die älteste Urkunde im Bestand des Stadtarchivs, eine Steuerrechtsverleihung an die Stadt durch Herzog Ludwig den Strengen, stammt aus dem Jahr 1265. Aus der Zeit vor 1500 besitzt das Stadtarchiv 2381 Urkunden, aus den folgenden drei Jahrhunderten weitere 6922. Große Teile dieser Dokumente sind Ratsprotokolle, Steuerbücher und Kammerrechnungen.
Die Bestände des Stadtarchivs umfasst die folgenden Teile: Im Bestand Bürgermeister und Rat finden sich Dokumente aus der obersten Stadtverwaltung zu allen kommunalen Aufgabenbereichen. Der Bestand Gewerbeamt enthält Unterlagen aus dem Bereich Wirtschaft und Gewerbe, unter anderem auch das Archiv der Spaten-Brauerei. Im Bestand Lokalbaukommission ist baugeschichtliches Material gesammelt, unter anderem Baugenehmigungsakten und Baupläne privater Gebäude; städtische  Bauten betreffendes enthält der Bestand Bauamt. Dokumente zu städtischen und privaten Schulen finden sich im Bestand Schulamt, solche zur städtischen Kulturpolitik und -entwicklung im Bestand Kulturamt – unter anderem Akten des Stadtmuseums und der Münchner Philharmoniker. Zu diesen Beständen kommen Meldeunterlagen ab dem ersten Drittel des 19. Jahrhunderts, die bis 1818 zurückreichende Münchner Stadtchronik, zahlreiche Nachlässe und eine Fotosammlung, die auch von Karl Valentin Zusammengetragenes enthält.
Seit September 2009 lagert das Stadtarchiv alle Münchner Geburts-, Heirats-, und Sterbeurkunden, für die die gesetzliche Aufbewahrungsfrist nach dem Personenstandsrechtsreformgesetz abgelaufen ist; vorher war dafür allein das Standesamt zuständig.
Seit 2016 bietet das Stadtarchiv eine Online-Recherchemöglichkeit, die eine Suche über alle Bestände zulässt.

## Verwaltungsstruktur
Das Stadtarchiv ist innerhalb der Verwaltungsstruktur Münchens eine unabhängige Einrichtung, die direkt dem Stadtdirektorium und damit dem Oberbürgermeister der Landeshauptstadt unterstellt ist. 2020 gab es Bestrebungen, das Stadtarchiv ins Münchner Kulturreferat umzusiedeln. Die Koalitionsfraktionen von SPD und Grünen hatten diese Umorganisation des Stadtarchivs in ihrem Koalitionsvertrag festgeschrieben. Die Einordnung ins Kulturreferat hätte unter anderem zur Folge gehabt, dass das Archiv nicht mehr von einem ausgebildeten Archivar geleitet werden muss. Dies wurde vom Verband deutscher Archivarinnen und Archivare moniert. Ralf Jacob, der Vorsitzende des Verbands bemängelte, dass die geplante Umorganisation „die systemrelevante Arbeits- und Leistungsfähigkeit des Stadtarchivs beschädigen und katastrophale Signale in das gesamte kommunale Archivwesen senden“. Auf Grund des Widerstands in der Fachwelt beschloss der Stadtrat Ende Juli 2020, das Stadtarchiv als Querschnittsorgan in der Verantwortung des Direktoriums zu belassen. Der relativ kleine historische Teil des Stadtarchivs soll in ein neu zu gründendes Institut für Stadtgeschichte im Kulturreferat ausgelagert werden.

## Besonderheiten
Die Stadt München hat aus dem Nachlass von Schalom Ben-Chorin die gesamte Einrichtung des  Arbeitszimmers des 1999 verstorbenen Religionsphilosophen erhalten; Möbel, Bücher und die übrigen Gegenstände wurden von Jerusalem nach München gebracht und das Arbeitszimmer 2009 im Stadtarchiv mit der Originaleinrichtung rekonstruiert.
Den literarischen Nachlass, d. h. Manuskripte und Briefe, erhielt das  Literaturarchiv Marbach.

## Leiter
- 1777–?  Carl Anton von Barth
- 1841–1878 Karl August Muffat[7]
- 1879–1916 Ernst von Destouches[7]
- 1917/1919–1938 Pius Dirr[7]
- 1939–1956 Reinhold Schaffer[7]
- 1956/1958–1984 Michael Schattenhofer[7]
- 1984–2008 Richard Bauer[7]; Stellvertreter Helmuth Stahleder (bis 2005)
- 2008–2020 Michael Stephan[7]
- 2022–2023 Manfred Heimers (zuvor seit 2020 kommissarisch)[8]
- seit 2023 Daniel Baumann